# Мальцев, Андрей Николаевич
Андрей Николаевич Мальцев (7 февраля 1966, Ленинград, СССР) — советский и российский баскетболист, игравший на позиции центрового, и тренер.

## Карьера
Сезон 2020/2021 Мальцев начинал главным тренером команды «Химки-Подмосковье» в Суперлиге-1.
В декабре 2020 года Мальцев стал ассистентом Римаса Куртинайтиса в основной команде «Химок».
В январе 2021 года Мальцев был назначен исполняющим обязанности главного тренера «Химок» после отставки Куртинайтиса.

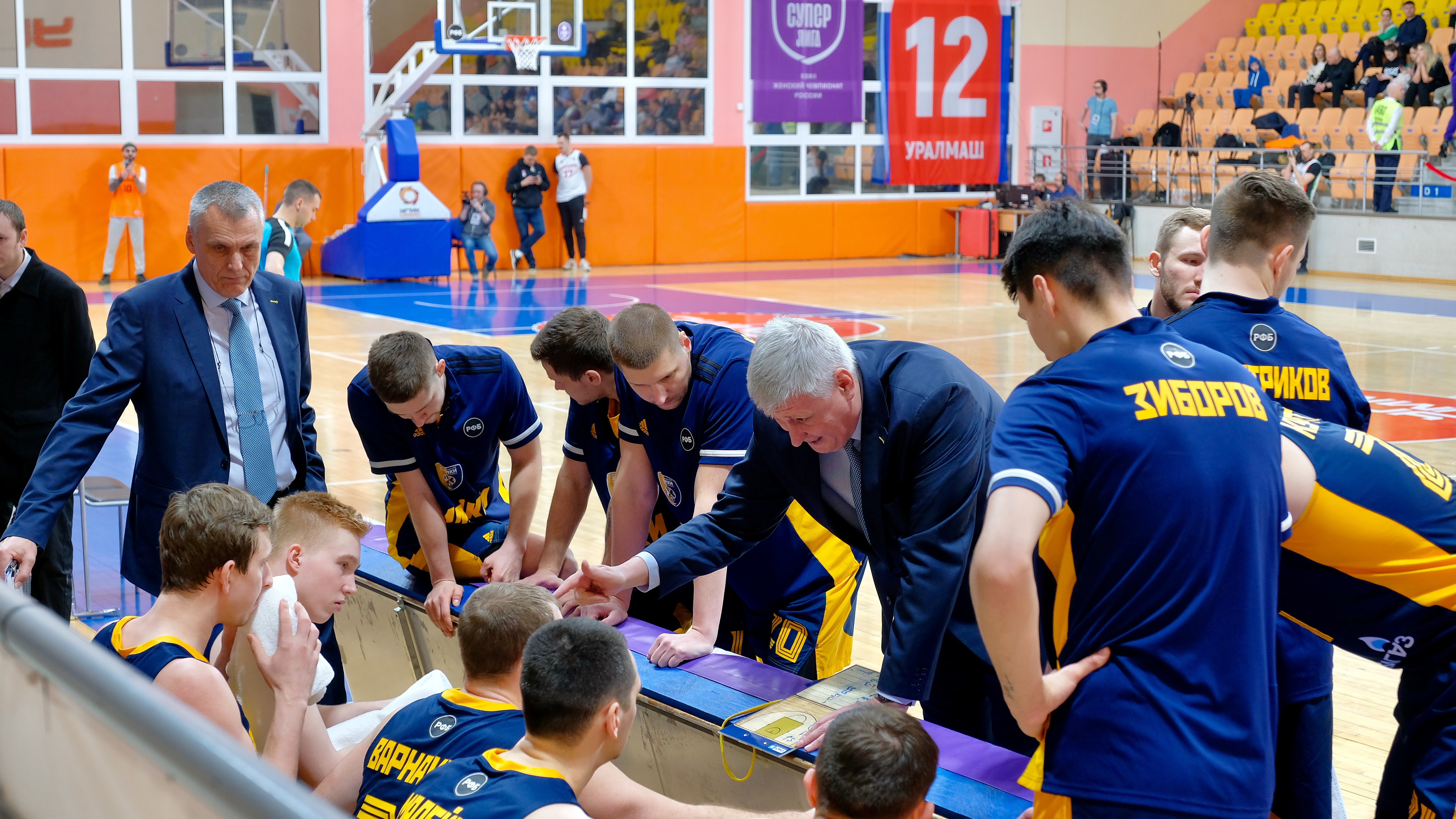
Мальцев во главе тренерского штаба «Химок»

14 февраля 2021 года Мальцев вошёл в тренерский штаб команды «Звёзды России» под руководством Евгения Пашутина на «Матче всех звёзд» Единой лиги ВТБ.
13 апреля 2021 года Мальцев был утверждён в должности главного тренера «Химок».
В сезоне 2022/2023 «Химки» под руководством Мальцева стали бронзовыми призёрами 2022/2023.

## Достижения

### Как игрока
- Чемпион СССР среди дублирующих команд (1985)
- Чемпион СНГ (1992)
- Серебряный призёр чемпионата СССР (1991)
- Бронзовый призёр чемпионата СССР (1987)
- Обладатель Кубка СССР (1987)
- Серебряный призёр чемпионата России (1993)

### Как тренера
- Чемпион Европы (мол.): 2005
- Чемпион молодёжной Евролиги: 2006
- Чемпион России и Единой молодёжной лиги ВТБ: 2011, 2012, 2013, 2015, 2016, 2017